# Tweede feministische golf
De tweede feministische golf is de brede heropleving van het feminisme, ook wel vrouwenbeweging, in de jaren zestig, zeventig en tachtig van de twintigste eeuw. Tijdens de eerste feministische golf, aan het eind van de negentiende eeuw werd vooral gestreden voor het recht van vrouwen op deelname aan hoger onderwijs en openbaar bestuur (actief en passief kiesrecht). De tweede feministische golf startte rond het thema recht op betaald werk en deelname aan het maatschappelijke leven maar breidde zich snel uit tot een krachtige brede beweging met vele thema's.

## Geschiedenis
In de Verenigde Staten wordt het boek The Feminine Mystique uit 1963 van Betty Friedan algemeen als aanjager in de tweede feministische golf beschouwd. Friedan beschreef de structurele frustratie over het nieuwe huisvrouwenbestaan van vrouwen: zij werden geacht voldoening te halen uit de prestaties van man en kinderen. Friedan verwondert zich er over dat vrouwen hier zelf aan meededen en analyseert maatschappelijke mechanismen die daartoe aanzetten. Friedans conclusie was dat vrouwen alleen gelukkig kunnen worden als ze een eigen identiteit ontwikkelen. Hierop ontving Friedan zóveel brieven, dat ze actief ging deelnemen aan de prille Women's Liberation Movement en de National Organization for Women (NOW) oprichtte.
In Europa beschouwt men het boek Le deuxième sexe van de Franse filosofe Simone de Beauvoir uit 1948 als aanzet; het duurde echter ruim 15 jaar voordat dit werk in het Nederlands vertaald werd en de feministische acties uitbraken.

## Ideologie en doelen
Doelen in de tweede feministische golf waren onder meer:
- doorbreking van het huisvrouwensyndroom volgens analyses van Friedan
- economische zelfstandigheid
- herverdeling van zorgverantwoordelijkheden
- herverdeling van huishoudelijke taken
- deelname van vrouwen aan betaalde arbeid
- deelname van vrouwen aan het hoger onderwijs
- deelname aan openbaar bestuur en politiek
- een gelijkwaardige positie in de maatschappij
- seksuele bevrijding
- uitbannen van vrouwenmishandeling
- uitbannen van seksueel geweld tegen vrouwen
- opheffen van eenzijdigheid van weergave in media, waaronder pornografie
- erkenning van prostitutie als vak, bescherming van prostituees

## Richtingen
Er bestonden talloze verschillende denkrichtingen, analyses en methoden om de gestelde doelen te bereiken waarbij scheidslijnen niet precies zijn vast te leggen. Een bekende tweedeling is die in emancipatiebeweging en feministische beweging. De eerste koos voor een weg door de instituties en gebruikte bekende vaste organisatiestructuren, de tweede nam een onafhankelijke, autonome route in losse, vaak naar anarchistische principes geordende initiatieven en groepen. Vrouwen en groepen uit de tweede richting omschrijven zichzelf wel als "radicaal" en/of "anarcha" of worden door anderen met deze titels beschreven. Wat betreft de te bereiken doelen waren beide richtingen objectief als radicaal te beschouwen - beide streefden een nieuwe inrichting van de maatschappij na die alleen met ingrijpende veranderingen te bereiken was

## Nederland
In Nederland schreef Joke Smit in 1967 het artikel Het onbehagen bij de vrouw over de Beauvoirs studie in het literaire tijdschrift De Gids. Smit zei daarin over haar onvrede met de maatschappelijke positie van vrouwen: 'Ik kan alleen maar hopen dat sommige vrouwen mijn onbehagen delen en dat een grotere groep het op den duur zal gaan delen.' Naar aanleiding van de vele instemmende reacties op het artikel, richtte Smit met Hedy d'Ancona en anderen in oktober 1968 het platform Man Vrouw Maatschappij (MVM) op. Smit was overtuigd van het nut van beleidsbeïnvloeding en vond dat vrouwen een actieve rol moesten gaan spelen in maatschappelijke instituties.
MVM vroeg onder meer aandacht voor gelijke kansen in het onderwijs en voerde actie voor het bestrijden van sekse-stereotype beperkingen. Meisjes moesten bewust kunnen kiezen voor een vervolgopleiding, los van het traditionele verwachtingspatroon waardoor ze steeds in dezelfde 'vrouwenberoepen' terechtkwamen.

### Groepen en organisaties

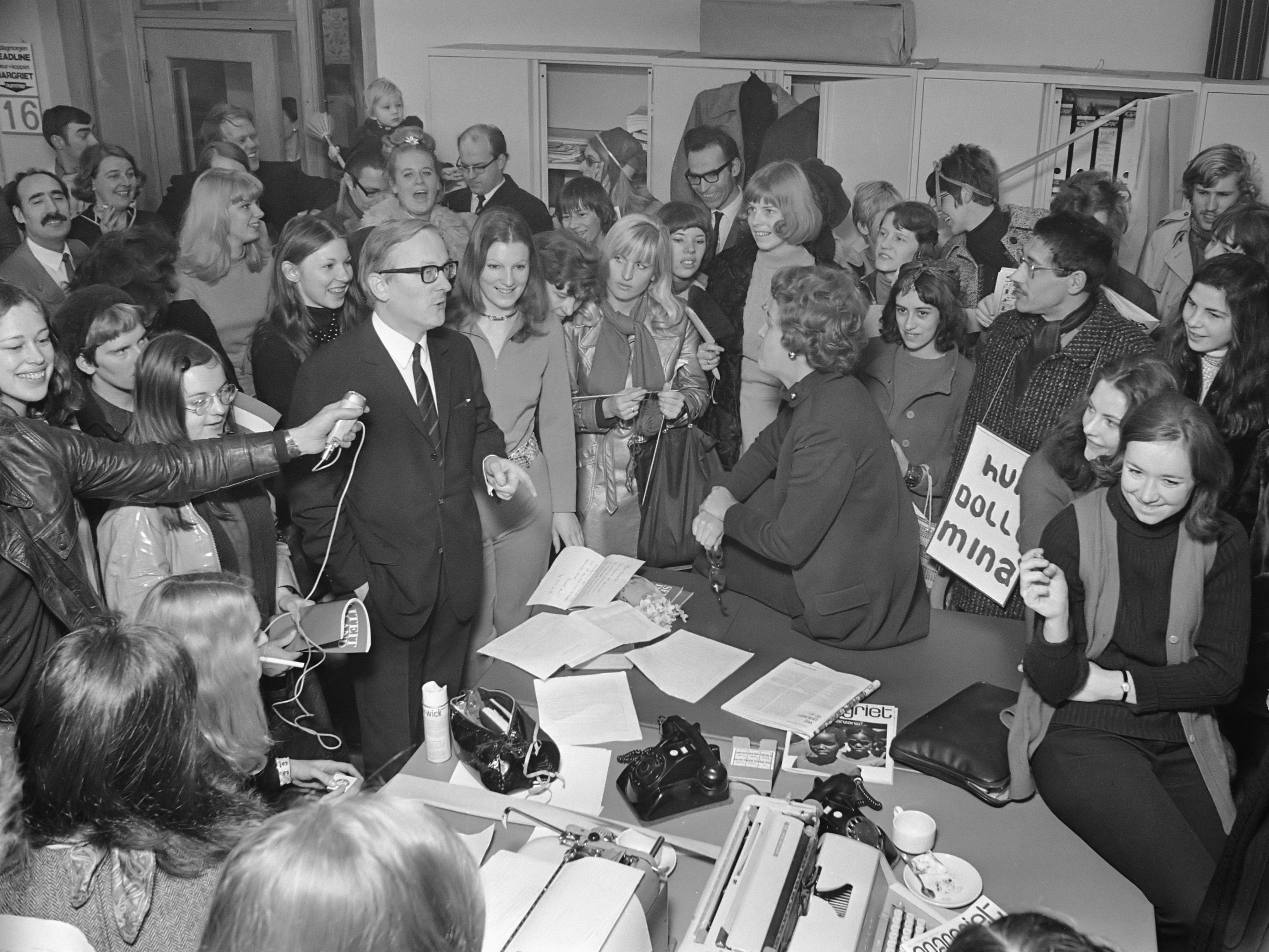
Dolle Mina op de redactie van Margriet (1970)

Het platform MVM zou een belangrijke rol spelen in de emancipatiebeweging van de jaren zeventig en tachtig. Ze was bakermat van een groot aantal emancipatoire en feministische initiatieven en broedplaats voor politici en bestuurders die vrouwenemancipatie nastreefden. Voorts functioneerde MVM op talloze gebieden als schakel tussen feministische actiegroepen, instellingen en andere initiatieven 'aan de basis', en Nederlandse instituten zoals vakbonden, SER, hogescholen en universiteiten en organen van het Nederlands openbaar bestuur.
De eerste groep die zich uit MVM ontwikkelde was Dolle Mina. Een groep studenten in Amsterdam beschouwde Man Vrouw Maatschappij als te reformistisch en richtte in 1970 de feministische actiegroep Dolle Mina op naar aanleiding van de Maagdenhuisbezetting in de zomer van 1969. Dolle Mina werd opgericht door studente cultureel antropologie Dunya Verwey, student theoretische fysica en later niet-westerse sociologie Michael Korzec, Rita Hendriks en haar vriend Alex Korzec, student medicijnen en psychiatrie. Andere Dolle Mina's van het eerste uur waren onder meer geschiedenisstudente Selma Leydesdorff, studente wiskunde en later niet-westerse sociologie Claudette van Trikt, Anne Marie Philippens en haar man Huub Philippens, de tekenares Nel van Kooten en studente scheikunde Nora Rozenbroek. Dolle Mina breidde zich razendsnel over Nederland uit en in de eerste twee jaar organiseerden Dolle Mina-groepen bijna wekelijks acties of vergaderingen door het hele land.
Uit en naast Dolle Mina ontstonden nieuwe groepen die zich op aparte thema's richtten en nieuwe hulpverlening aanboden. Wij Vrouwen Eisen, Paarse September, Blijf van m'n Lijf, Vrouwenhuis, De Bonte Was, Lesbian Nation, Xantippe, Cinemien, De Vrouwenkrant, FemSoc, Vrouwen tegen Verkrachting, Feministische Oefengroepen Radikale Therapie, VOS-groepen, vrouwenhuizen en vrouwenboekhandels. Dolle Mina als actiegroep verdween naar de achtergrond. Reeds bestaande groepen als de Nederlandse Vrouwen Bond werd nieuw leven ingeblazen, er werd jaarlijks in de openlucht een Vrouwenfestival georganiseerd en uit discussies en congressen ontstonden nieuwe actiegroepen en overlegstructuren als Vrouwen tegen seksueel geweld, de Strijdijzers, Vrouwenstudies, Vrouw en Recht en het Feministische proefprocessenfonds Clara Wichmann. Op deze manier ontstonden nieuwe informele netwerken die het mede mogelijk maakten acties te starten met wezenlijke maatschappelijke invloed, als de bezetting van de Bloemenhovekliniek of de Vrouwenstaking.
Feministische advocaten startten in België en Nederland principiële rechtszaken en procedeerden tot aan het Europese Hof en het Hof van Justitie EU om gelijke rechten juridisch door te kunnen zetten of discriminatie te laten vaststellen. Zo werd onder andere in België discriminatie van ongehuwde moeders in het erfrecht  opgeheven en in Nederland een zelfstandig pensioenrecht voor gehuwde vrouwen bevochten. De rechterlijke uitspraken hebben niet alleen werking in de landen waar de zaken speelden, maar in alle landen die bij de respectievelijke verdragen zijn aangesloten.
Op verzoek van onder andere Man Vrouw Maatschappij (MVM) riep de Nederlandse regering in 1974 een Nationaal Comité Internationaal Jaar van de Vrouw 1975 in het leven om voorbereidingen te treffen voor de Nederlandse deelname aan dit speciale VN-jaar. Het grootste deel van de werkzaamheden die het comité in 1975 verrichtte bestond uit het geven van subsidies aan organisaties en groepen die aan de basis van onze samenleving activiteiten ontwikkelden. Het comité gaf ook opdracht tot een aantal speciale activiteiten en nam diverse initiatieven. Onder redactie van onder anderen Ageeth Scherphuis en Anja Meulenbelt verscheen een informatieblad Zijwijzer. De hoofdthema's van de vier nummers waren 'Wat denkt u van het jaar?', Solidariteit, De Huisvrouw en Activiteiten tot Emancipatie. Toen de VN het Jaar van de Vrouw presenteerden, ondernamen vele anderen vrouwen actie onder de leus "Geen Jaar, maar een Leven voor de Vrouw".

### Kenmerkende principes en methoden
Kenmerkend voor de feministische denk- en handelwijze in de Nederlandse tweede feministische golf was de onafhankelijke doe- en daadkracht van de verschillende groepen. Er werd niet alleen gedemonstreerd, vergaderd, gesproken, gelezen, geanalyseerd, geschreven en gepubliceerd, maar feministen begonnen talloze strijdorganisaties, waar ondersteuning aan vrouwen als onderdeel van de strijd werd geboden, of zaken werden geproduceerd die reguliere bedrijven niet boden. De emancipatiebeweging richtte zich in de regel op bestaande instanties en daar golden (vrouwenonderdrukkende) regels. Feministen organiseerden zich meestal buiten bestaande instituties in autonome organisaties. Ze kraakten of huurden panden en namen ze in gebruik als Vrouwenhuis, waar emancipatie- en feministische groepen onderdak kregen, als Blijf van m'n Lijf, waar mishandelde vrouwen naartoe konden, als vrouwenboekhandel, feministische uitgeverij, vrouwencafé, vrouwendrukkerij of Meidenwegloophuis. Ze richtten Cinemien op, Vrouwen tegen Verkrachting, de Vrouwenradio, Moedermavo, Mama Cash en het Proefprocessenfonds Rechtenvrouw. Zo bood de feministische beweging vrouwen een directe en reële mogelijkheid uit een (bedreigende) persoonlijke situatie te stappen, feministische / emancipatorische veranderingen in haar eigen leven door te voeren, of te lezen en horen over feministische ideeën. Veel van deze organisaties bestaan in een of andere vorm nog steeds. De jaarlijkse demonstratie Vrouwen eisen de nacht terug die in 1976 op initiatief van VTSG Amsterdam werd georganiseerd, bestaat ook nog steeds, ook in andere steden.
Er werden ook weleens bestaande juridische regels overtreden, een handelwijze die berustte op het toen in de belangstelling staande principe van "burgerlijke ongehoorzaamheid": burgers mogen onder bijzondere omstandigheden in opstand komen tegen de staat of weigeren overheidsmaatregelen uit te voeren, ook als dat in strijd komt met geldend recht.
Een ander kenmerk van emancipatoire en feministische groepen was, dat de medewerksters zo veel mogelijk anoniem bleven. Ter bescherming tegen direct persoonlijk geweld of tegen justitie, maar ook om uit het onderdrukkende patroon te stappen dat weinig mensen aandacht krijgen en in de geschiedenisboeken worden herinnerd, en het werk door velen wordt gedaan.
Ten slotte werden grote delen van de vrouwenbeweging in deze periode op enig moment gekenmerkt door wat sommigen als  feministisch separatisme definiëren. Er werd van alles georganiseerd en geregeld door vrouwen, ook zonder mannen erbij. Sommige organisaties wilden uitsluitend met vrouwen praten (Paarse September), met hen samenwerken (De Bonte Was) of ze toelaten (het Vrouwenhuis in Amsterdam). Daarvoor waren meerdere redenen. Het ging om doelmatigheid, met mannen er bij zou er veel tijd en energie gaan zitten in het veranderen van gedrag bij mannen en vrouwen om tot een gelijkwaardige rollenverdeling in de groep te komen. Het ging om bewustwording, vrouwen konden onder elkaar beter uitvinden waar ze zelfstandig toe in staat waren. Het ging om krappe financiële middelen, die men zoveel mogelijk ten behoeve van vrouwen wilde inzetten. En het ging om vrijheid, onder vrouwen of onder mannen deelt men andere ervaringen en communiceert men op een andere manier, dan in aanwezigheid van de andere seksen. Mannen waren bijna zonder uitzondering welkom om op de achtergrond te ondersteunen, op de kinderen passen, schoonmaken, boodschappen doen, broodjes smeren of stencillen maar daarvoor was de animo niet groot als de activiteiten onbetaald waren.  De lesbisch feministische actiegroep Lesbian Nation droomde van een eigen eiland, waar alleen lesbische vrouwen zouden wonen en werken, maar realiseerde dat niet.

### Leuzen
- "Baas in eigen buik" (Dolle Mina, Wij Vrouwen Eisen, 1970-1980)
- "Het persoonlijke is politiek" (Man-Vrouw-Maatschappij, vrouwenbeweging, 1971-1982)
- "Hé zus, ze houden ons eronder" Joke Smit, boektitel
- "Marie wordt wijzer". (Man Vrouw Maatschappij, 1971-1986)
- "Blijf van m'n Lijf" (Dolle Mina, Wij Vrouwen Eisen, 1970-1980)
- "De vrouw beslist", Wij Vrouwen Eisen
- "Schat, staat de Bokma koud? Ja en je eten ook" (Blijf van m'n Lijf)
- "Vrouwen die fluiten verdienen hun eigen duiten" (variant op "vrouwen die fluiten hebben een man met duiten")
- "Als een meisje nee zegt, bedoelt ze nee" (Vrouwen tegen Seksueel Geweld, Amsterdam, 1976- )
- "Liever Lesbisch" Lesbian Nation
- "Een beetje vent strijkt zijn eigen overhemd" (Nederlandse overheidscampagne in de jaren 80)
- "Er is een land waar vrouwen willen wonen" Joke Smit, lied

## België
In België wordt de 'tweede feministische golf' vooral gekenmerkt door het massale succes van de "traditionele" vrouwenbewegingen (KAV, SVV, KVLV).

## Raakvlakken en toekomst
De tweede feministische golf viel samen met andere emancipatiebewegingen als de homobeweging, de kraakbeweging, en (vooral in de VS) de antiracismebeweging. Halverwege de jaren negentig ontstond een Derde feministische golf.
Archieven van personen en organisaties uit de tweede feministische golf zijn te vinden in de collectie Internationaal Archief voor de Vrouwenbeweging (IAV) in Atria, kennisinstituut voor emancipatie en vrouwengeschiedenis te Amsterdam.